# (5141) Tachibana
(5141) Tachibana es un asteroide perteneciente al cinturón de asteroides, descubierto el 16 de diciembre de 1990 por Tsutomu Seki desde el Observatorio de Geisei, Geisei, Japón.

## Designación y nombre
Designado provisionalmente como 1990 YB. Fue nombrado Tachibana en homenaje a un club deportivo de kendō en Japón, llamado Tachibana, en la prefectura de Kōchi. El kendo es un deporte similar a la esgrima, de la misma categoría que el judo en Japón. El descubridor es miembro del club, cuya traducción significa "mandarina".

## Características orbitales
Tachibana está situado a una distancia media del Sol de 2,872 ua, pudiendo alejarse hasta 3,045 ua y acercarse hasta 2,700 ua. Su excentricidad es 0,059 y la inclinación orbital 2,847 grados. Emplea 1778,50 días en completar una órbita alrededor del Sol.

## Características físicas
La magnitud absoluta de Tachibana es 12,7. Tiene 9 km de diámetro y su albedo se estima en 0,212.